# Cesare Malfatti
Cesare Malfatti (Milano, 25 novembre 1964) è un musicista e cantautore italiano, conosciuto soprattutto per aver fatto parte dei La Crus e per un breve periodo negli Afterhours.

## Biografia
Studente di ingegneria al Politecnico di Milano, abbandona l'università per la carriera da musicista.
Nel 1986 entra nei Weimar Gesang gruppo new wave milanese. Nel 1990 entra negli Afterhours con i quali suona fino al 1992. Apre un proprio studio di registrazione dove collabora con alcuni esponenti della musica indipendente locale. Nel 1993 assieme a Mauro Ermanno Giovanardi e Alessandro Cremonesi fonda i La Crus.
A fianco della carriera da musicista affianca quella di produttore discografico, coproduce Eldorado dei Mau Mau.
Nel 1999 assieme a Stefano Ghittoni fonda come progetto parallelo  The Dining Rooms, duo sperimentale di musica elettronica. Nel 2002 con Gionata Bettini pubblica l'album eponimo del progetto N00rda, dove sono ospiti Alessandro Raina, Imma Costanzo (Soul Mio) e Jenifer Jackson. Nel 2005 esce il secondo lavoro del gruppo To the Antipole.
Nel 2005 è tra i fondatori degli Amor Fou dal quale uscirà dopo la pubblicazione del primo album.
Dopo lo scioglimento dei La Crus avvenuto nel 2008 si dedica alla carriera solista. 
Nel 2010 assieme a Stefano Ghittoni e Dodo NKishi pubblica l'album Tired Heroes of the Lost Generation a nome Sem'bro.
Nel 2011 partecipa alla temporanea riunione dei La Crus al Festival di Sanremo 2011 ed in primavera dello stesso anno pubblica il suo primo album solista Cesare Malfatti, per Adesiva Discografica, dove scrive le musiche, canta e suona tutti gli strumenti mentre i testi sono di Alessandro Cremonesi (La Crus).
Gestisce un  proprio blog su internet.

## Discografia

### Da solista

#### Album in studio
- 2011 - Cesare Malfatti (Adesiva Discografica)
- 2013 - Due anni dopo (Adesiva Discografica)
- 2014 - Una mia distrazione (Adesiva Discografica)
- 2015 - Una città esposta (Adesiva Discografica)
- 2017 - Canzoni perse (Riff Records)
- 2018 - La storia è adesso (Riff Records)

### Con gli Afterhours

#### EP
- 1991 - Cocaine Head

### Con i N00rda

#### Album in studio
- 2002 - n00rda (Milano 2000)
- 2005 - To the Antipole (Desvelos)

### Con gli Amor Fou

#### Album in studio
- 2007 - La stagione del cannibale (Homesleep)

### Con i Sem'bro

#### Album in studio
- 2010 - Tired Heroes of the Lost Generation (Summer Dawn)